# Miguel Ángel Revilla
Miguel Ángel Revilla Roiz (ur. 23 stycznia 1943 w Polaciones) – hiszpański polityk, ekonomista, nauczyciel akademicki i samorządowiec, lider Partido Regionalista de Cantabria, w latach 2003–2011 i 2015–2023 prezydent Kantabrii.

## Życiorys
Absolwent ekonomii i bankowości na Uniwersytecie Kraju Basków. Pracował w sektorze bankowym, m.in. od 1974 do 1982 był dyrektorem Banco Atlántico w Torrelavedze. Od 1979 prowadził działalność akademicką, najpierw w szkole zarządzania w Santanderze, następnie na Uniwersytecie w Kantabrii.
W 1976 powołał stowarzyszenie ADIC, organizację deklarującą działania na rzecz ochrony interesów Kantabrii. W 1978 był wśród założycieli regionalnego ugrupowania Partido Regionalista de Cantabria, w 1988 został powołany na jej przewodniczącego. Od 1983 wybierany na posła do parlamentu Kantabrii, w tym w 2023.
W latach 1995–2003 był wiceprzewodniczącym rządu Kantabrii kierowanego przez ludowca José Joaquína Martíneza Sieso. Odpowiadał w nim za roboty publiczne, mieszkalnictwo i planowanie przestrzenne. Następnie do 2011 przez dwie kadencje sprawował urząd prezydenta tego regionu w ramach koalicji z socjalistami. Powrócił na to stanowisko po wyborach regionalnych w 2015, kiedy to koalicja PRC i PSOE uzyskała wystarczającą większość w kantabryjskim parlamencie. W 2019 został wybrany na kolejną kadencję. Urząd ten sprawował do 2023.